# Andrítsena
Andrítsena, ou aussi Andrítsaina (en grec moderne : Ανδρίτσαινα), est un village du district régional d'Élide, situé entre Krestena (en) et Mégalopolis.
Il fait partie depuis 2010 du dème d'Andrítsena-Kresténa (municipalité), dont il est administrativement la « capitale historique ».
En 1962, Jean-Daniel Pollet et Volker Schlöndorff tournent certains plans du film Méditerranée dans ce village.

## Culture
Le temple d'Apollon à Bassae et l'ancienne cité de Phigalie sont à proximité.

## Personnalités liées à Andrítsena
- Anastásios Christópoulos, juge.

## Liens
- GTP - Andritsaina
- GTP - Municipality of Andritsaina
- Andritsaina Village